# Sagartiogeton californicus
Sagartiogeton californicus is een zeeanemonensoort uit de familie Sagartiidae.
Sagartiogeton californicus is voor het eerst wetenschappelijk beschreven door Carlgren in 1940.